# Gregorio Turini
Gregorio Turini (Brescia, Llombardia, vers 1560 - Praga, Txèquia, 1600) fou un compositor italià, pare del també compositor Francesco Turini.
Fou cantor i concertista de corn de la música de l'emperador Rodolf II.
Publicà:
- Cantiones admodum devotae cum aliquot psalmis, per a 4 veus iguals (1589);
- Canzonette, a 4 veus (1597);
- Teustche Lieder nach Art der Welschen Villanellen mit 4 Stimmen.